# Kyle XY
Kyle XY ist der Titel einer von 2006 bis 2009 produzierten Mysteryserie, in der auch Elemente von Akte X – Die unheimlichen Fälle des FBI und Der Fall John Doe! vorkommen.

## Handlung
Ein etwa 16-jähriger Junge erwacht nackt in einem Wald bei Seattle, im US-Bundesstaat Washington. Er kann sich an nichts erinnern, selbst reden kann er nicht. Da seine Blöße bei den Bewohnern von Seattle Aufsehen und Unwillen erregt, wird der Junge in eine Jugendstrafanstalt eingewiesen. Die Psychologin Nicole Trager, die hinzugezogen wird, nimmt sich des jungen Mannes an und gibt ihm bei ihr zu Hause eine Unterkunft. Um ihm einen Namen zu geben, nennt sie ihn Kyle, nach dem Bruder des Jugendstrafanstaltleiters.
Zunächst gefällt den Kindern der Tragers, Lori und Josh, die Vorstellung gar nicht, einen geistig zurückgebliebenen als Mitbewohner zu akzeptieren, doch Kyle versteht es im Lauf der Zeit zu lernen, sich in die Familie zu integrieren und Freunde zu finden.
Doch Nicole Trager ist nach wie vor an Kyles Vergangenheit interessiert; zumal der Junge erstaunliche Fähigkeiten entwickelt, und eine hohe Intelligenz aufweist. Auch hat Kyle als einzigen physischen Makel keinen Bauchnabel, was das Rätsel um seine leibliche Abstammung noch erhöht. Erst im Lauf der Zeit kommt sie dem Geheimnis auf die Spur, welches für den Zuschauer zum Ende der ersten Staffel vollständig gelüftet wird.
Wie sich herausstellt, entstand Kyle in einem Experiment, in dem Menschen durch eine künstliche und verlängerte Schwangerschaft weiterentwickelt werden sollten. Dabei entstand auch ein Mädchen, welches Jessie XX genannt wird.

## Hintergrundinformationen
Die Serie, die im kanadischen Vancouver gedreht wurde, erwies sich in den USA als Erfolg, sodass ABC Family ab Juni 2007 eine zweite Staffel und ab Januar 2009 eine dritte Staffel sendete. In Deutschland wurde bis zum 7. September 2008 die ersten 13 der insgesamt 23 Episoden der zweiten Staffel von ProSieben ausgestrahlt. Danach wurde die Ausstrahlung unterbrochen und der Sendeplatz von Kyle XY mit einer anderen Serie belegt. Als offizielle Begründung wurde von ProSieben angegeben, dass man sich bei der Ausstrahlung am Sendeschema von ABC Family orientiert. ABC Family hatte die Ausstrahlung der zweiten Staffel auch nach der 13. Folge unterbrochen und erst im Januar 2008 fortgesetzt. Ab dem 7. Oktober 2010 wurden die restlichen Episoden der zweiten und dritten Staffel werktags früh morgens bei ProSieben ausgestrahlt.
Am 31. Januar 2009 wurde bekannt gegeben, dass keine vierte Staffel von Kyle XY produziert wird.